# دوميترو شوشيو
دوميترو شوشيو (مواليد 20 سبتمبر 1959) هو ملاكم روماني، مثّل بلاده في الألعاب الأولمبية الصيفية 1980.

## روابط خارجية
دوميترو شوشيو على موقع أوليمبيديا (الإنجليزية)